# Philenora aspectalella
Philenora aspectalella là một loài bướm đêm thuộc phân họ Arctiinae, họ Erebidae.